# Varanus salvadorii
Varanus salvadorii este o specie de reptile din genul Varanus, familia Varanidae, descrisă de Wilhelm Peters și Doria 1878. Conform Catalogue of Life specia Varanus salvadorii nu are subspecii cunoscute.

## Galerie

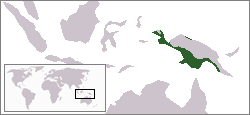
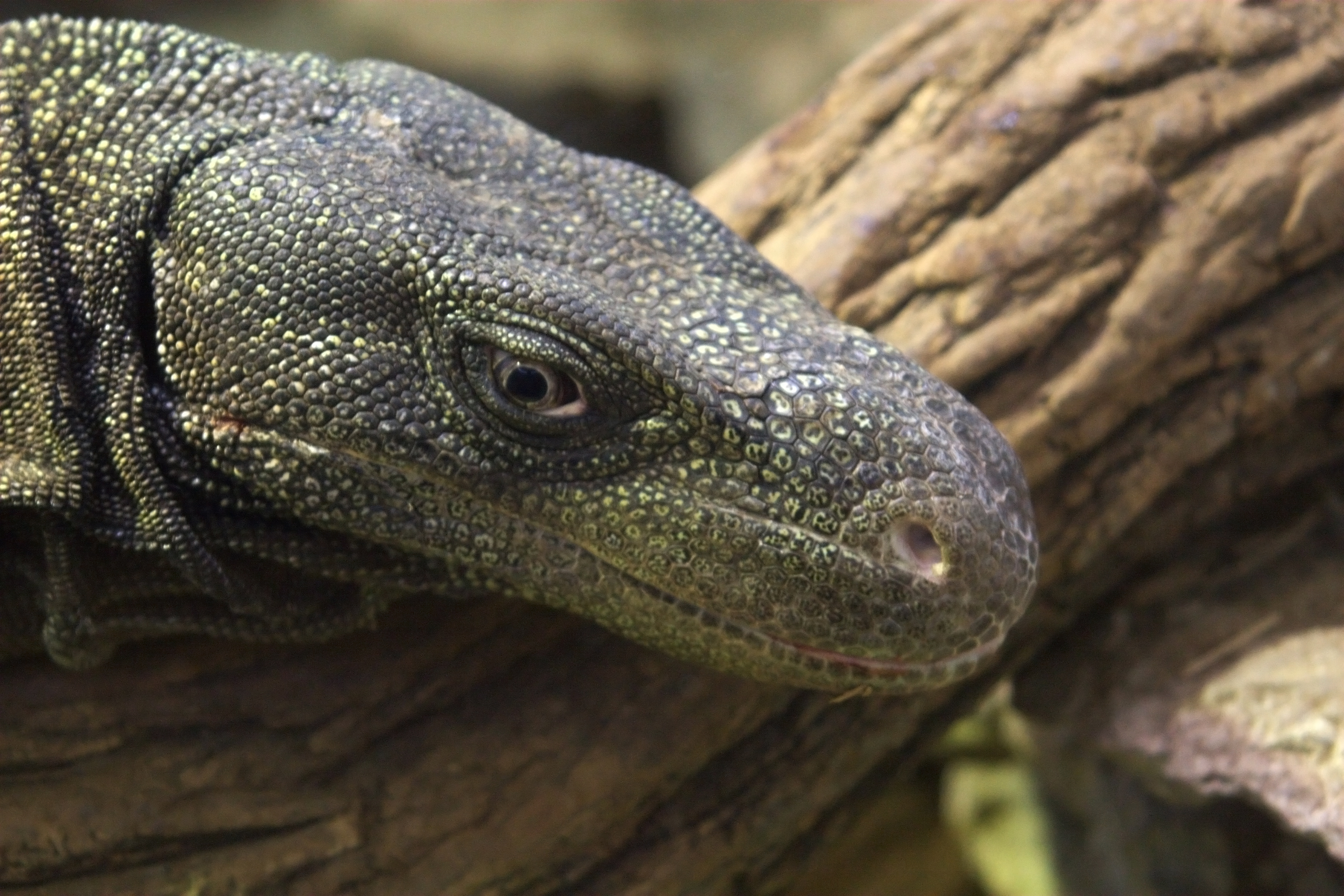
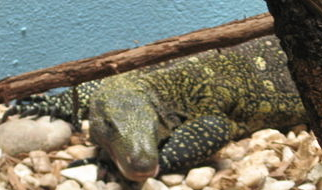